# MP 73

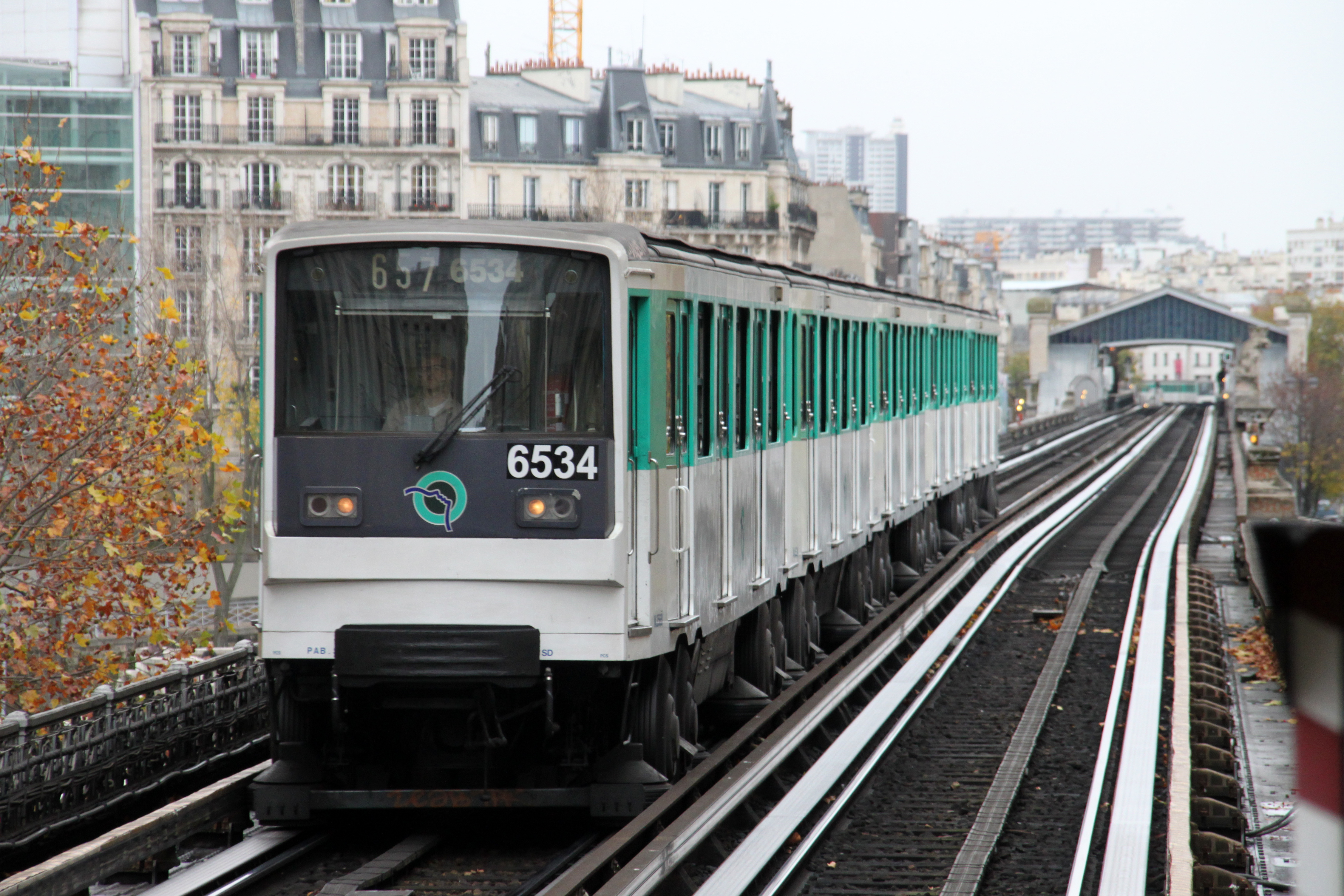
Um MP73.

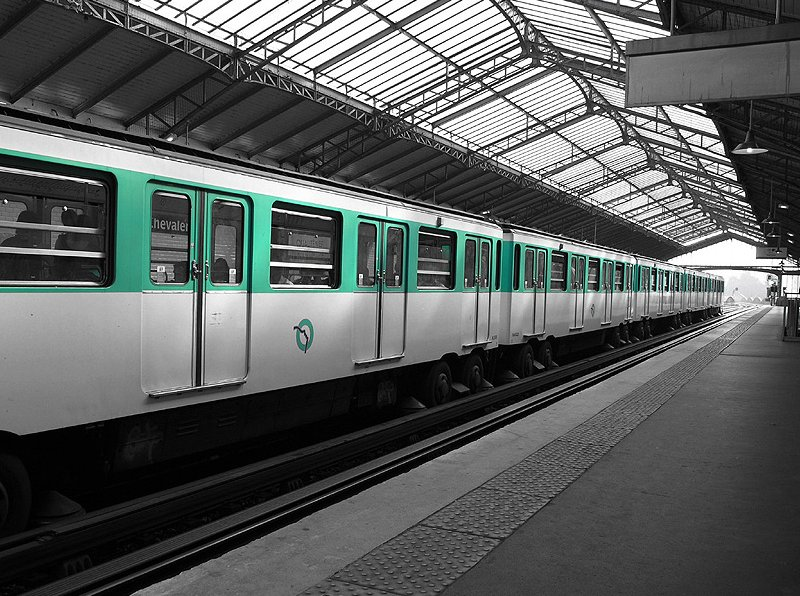
Metro Train Station Chevaleret (linha 6), Paris, França.

 O MP 73 é um modelo de trem francês usado na Metrô de Paris. Os trens foram construídos por Alstom e lançado em 1974, quando o RATP decidiu reformar a Linha 6 para o uso de trens de rolamento pneumático por isso só funciona nessa linha.

## História
A Linha 6 do Metrô de Paris se converteu ao pneumático rolamento estende devido a fora de circulação prolongado, onde havia um monte de ruído e vibração de comboios que utilizam material ferroso padrão. O projeto é baseado no modelo de MF 67, apenas na versão pneumática. Alstom entregou um total de 252 carros, dos quais seis foram demolidos..

## Presente e futuro
A MP 73 foi parte de um programa de renovação lançado em 2000. Os trens são compostos de 5 carros, e continuar suas viagens por linha 6 até a entrega das unidades de MP 09. Depois que poderiam ser adaptados para qualquer outros metros do mundo que usam o mesmo sistema.

## Características
A MP 73 são electronicamente limitada a 70 km/h, têm uma resistência à tracção servo para 720 v em vez de 750 v. Eles têm pneus radiais, caixas de alívio, e de frente altamente estilizado é baseada em sua irmã MF 67. Também mudou a disposição dos assentos, buscando uma maior conforto..

## Variantes
Para outros países, esse trem tem 2 variantes:
- O Metro de Santiago tem uma versão reforçada chamado NS 74, que foi entregue antes do fim francês, em formações de 5,6 e 7 carros por trem. Em algum momento, nós usamos uma versão de 4 carros na Linha 2 do Metro de Santiago do Chile.
- O Metro da Cidade do México também tem uma versão melhorada do projeto, mas igual a MP 68, que é chamado de MP-82